# Університет Вікторії, Торонто
43°40′01″ пн. ш. 79°23′31″ зх. д. / 43.666944444444° пн. ш. 79.391944444444° зх. д.
Університет Вікторії, Торонто — коледж Торонтського університету в Торонто, Онтаріо, Канада.
Коледж був заснований в 1836 році і названий на честь королеви Вікторії. Попередником була Академія Верхньої Канади Весліанської методистської церкви. Університет Вікторії був утворений у 1884 році шляхом злиття коледжу Вікторії та коледжу Альберта в Бельвілі, Онтаріо. У 1890 році Університет Вікторії об'єднався з Університетом Торонто.
Сучасний Університет Вікторії, в якому навчається приблизно 3000 студентів, складається з коледжу Еммануїла, який пропонує теологічні дослідження на рівні магістратури та є одним із коледжів-членів Теологічної школи Торонто, і коледжу Вікторії, одного із семи коледжів бакалаврату на факультеті мистецтв. і природничих наук Університету Торонто з підготовкою в галузі гуманітарних, соціальних наук, мистецтва, наук про життя, фізико-математичних наук, освіти та філософії.

## Інтернет-ресурси
- Website Victoria University, Toronto